# أرنولد ر. هيرش
أرنولد ر. هيرش (بالإنجليزية: Arnold R. Hirsch)‏ هو مؤرخ أمريكي، ولد في 9 مارس 1949 في Rogers Park, Chicago ‏ في الولايات المتحدة، وتوفي في 19 مارس 2018 في أوك بارك في الولايات المتحدة بسبب اضطراب عصبي.